# Louise de Ladevèze-Cauchois
Louise de Ladevèze-Cauchois, née le 16 février 1855 à Paris et morte le 15 février 1938 à Marseille, est une peintre française.

## Biographie
Louise Eugénie Ladevèze est la fille de Félix Prosper Ladevèze, compositeur typographe, et d'Eulalie Lefebvre, fromagère.
En 1876 à Paris, elle épouse le peintre Eugène Cauchois ; le peintre Eugène Capelle est témoin du mariage.
Élève de son mari, de Léon Barillot et de Charles Hermann-Léon, elle expose au Salon à partir de 1901 et devient membre de la Société des artistes français.
Parmi les scènes à la campagne, elle représente à de nombreuses reprises la basse-cour avec ses coqs, oies, etc...
Elle obtient une mention honorable en 1906, le prix Marie-Bashkirtseff la même année, et une médaille de 3e classe  en 1909. Elle remporte le 1er prix de l'Union des femmes peintres et sculpteurs en 1911, et en devient membre du comité en 1913. En 1912, elle obtient le prix Léonie-Dusseuil.